# Mordant Violet 54
C.I. Mordant Violet 54 ist ein Phenoxazinfarbstoff und Beizenfarbstoff und wird zum Färben von Wolle, Leder, Seide, Papier und modifizierten Zellulosefasern verwendet.

## Geschichte
Mordant Violet 54 wurde 1887 bei dem Farbstoffhersteller Sandoz entwickelt.

## Darstellung
Mordant Violet 54 kann durch eine Kondensatiom von N,N-Dimethyl-4-nitrosoanilin mit Methyl-3,4,5-trihydroxybenzoat (Methylgallat) hergestellt werden.